# Patrick Friesacher
Patrick Friesacher va ser un pilot de curses automobilístiques austríac que va arribar a disputar curses de Fórmula 1.
Va néixer el 26 de setembre del 1980 a Wolfsberg, Àustria.

## A la F1
Patrick Friesacher va debutar a la primera cursa de la temporada 2005 (la 56a temporada de la història) del campionat del món de la Fórmula 1, disputant el 6 de març del 2005 el G.P. d'Austràlia al circuit de Melbourne.
Va participar en un total d'onze curses puntuables pel campionat de la F1 disputades totes en una única temporada (2005) aconseguint una sisena posició com millor classificació en una cursa, i assolí tres punts vàlids pel campionat del món de pilots.

## Resultats a la Fórmula 1
| Any  | Equip            | Xassís  | Motor    | 1      | 2       | 3      | 4       | 5       | 6       | 7      | 8       | 9     | 10      | 11     | 12  | 13  | 14  | 15  | 16  | 17  | 18  | 19  | Posició | Punts |
| ---- | ---------------- | ------- | -------- | ------ | ------- | ------ | ------- | ------- | ------- | ------ | ------- | ----- | ------- | ------ | --- | --- | --- | --- | --- | --- | --- | --- | ------- | ----- |
| 2005 | Minardi Cosworth | Minardi | Cosworth | AUS 17 | MAL Ret | BHR 12 | SMR Ret | ESP Ret | MON Ret | EUR 18 | CAN Ret | USA 6 | FRA Ret | GBR 19 | ALE | HUN | TUR | ITA | BEL | BRA | JAP | XIN | 21è     | 3     |

### Resum
| Curses: | Victòries: | Pòdiums: | Poles: | Voltes ràpides: | Punts: |
| ------- | ---------- | -------- | ------ | --------------- | ------ |
| 11 (11) | 0          | 0        | 0      | 0               | 3      |